# Oh Yeon-seo
Oh Yeon-seo (* 22. Juni 1987 in Jinju, Südkorea) ist eine südkoreanische Schauspielerin.

## Leben
Oh Yeon-seo begann ihre Karriere im Alter von 15 Jahren als Mitglied der Girlgroup Luv. Die Gruppe veröffentlichte im Mai 2002 ihr erstes Album mit dem Titel Story. Allerdings löste sich Luv bereits nach einem halben Jahr wieder auf, aufgrund ihrer geringen Popularität. Oh verfolgte daraufhin eine Karriere als Schauspielerin. Sie spielte zunächst die ältere Schwester der Protagonistin, gespielt von Go Ara, in dem Oberschulen-Drama Sharp (2003). 2009 hatte sie eine große Rolle in dem Horrorfilm Yeogo Goedam 5. Jedoch floppte der Film. Drei Jahre später gewann sie Aufmerksamkeit durch eine kleine Rolle in der Fernsehserie My Husband Got a Family (2012). Dadurch sicherte sie sich die Hauptrolle in der Serie Here Comes Mr. Oh und wurde am Jahresende mit zwei Auszeichnungen in der Kategorie Beste Schauspielerin ausgezeichnet.

## Filmografie

### Filme
- 2007: Herb (허브)
- 2007: Someone Behind You (두사람이다 Du Saram-ida)
- 2007: May I Cry? (울어도 좋습니까? Ureo-do Josseumnikka?)
- 2008: Our School’s E.T. (울학교 이티 Ul-Hakkyo E.T.)
- 2009: A Blood Pledge (여고 괴담 5 Yeogo Goedam 5)
- 2010: Happy Killers (반가운 살인자 Bangaun Sarinja)
- 2011: Green Days: Dinosaur and I (소중한 날의 꿈 Sojunghan Nal-ui Kkum, Stimme)
- 2012: Just Friends (저시트 프렌즈)
- 2016: Take Off 2 (국가대표2 Gukka Daepyo 2)
- 2018: Cheese in the Trap (치즈인더트랩)

### Fernsehserien (Auswahl)
- 2013: Medical Top Team (메디컬탑팀)
- 2014: Jang Bo-ri is Here! (왔다! 장보리 Wattda! Jang Bo-ri)
- 2015: Shine or Go Crazy (빛나거나 미치거나 Bitnageona Michigeona)
- 2016: Come Back Mister (돌아와요 아저씨 Dorawayo Ajeossi)
- 2017: My Sassy Girl (엽기적인 그녀 Yeopgijeogin Geunyeo)
- 2017–2018: A Korean Odyssey (화유기 Hwayugi)